# القائمة النهائية
القائمة النهائية (بالإنجليزية: The Terminal List)‏ هو مسلسل تلفزيوني أمريكي مليء بالإثارة والحركة من إنتاج ديفيد ديجليو، استنادًا إلى رواية جاك كار لعام 2018 التي تحمل الاسم نفسه. يحكي المسلسل قصة جندي البحرية الذي يسعى للانتقام لمقتل عائلته. المسلسل من بطولة كريس برات (الذي يعمل أيضًا كمنتج تنفيذي)، وكونستانس وو، وتايلور كيتش ، وريلي كيو، وآرلو ميرتز، وجياني تريبلهورن.

## الحبكة
يحكي المسلسل قصة قائد ملازم جيمس ريس بعد أن تعرضت فصيلته من قوة العمليات الخاصة البحرية لكمين أثناء قيامه بمهمة سرية. يعود ريس إلى عائلته مع ذكريات متضاربة عن الحدث. مع ظهور أدلة جديدة، يكتشف ريس قوى مظلمة تعمل ضده، مما يعرض للخطر ليس حياته فحسب، بل حياة من يحبهم أيضًا.

## الممثلين والشخصيات

### الطاقم الرئيسي
- كريس برات في دور الملازم القائد جيمس ريس، جندي البحرية الأمريكية.
- كونستانس وو في دور كاتي بورانك، مراسلة حربية مخضرمة لفولتستريم نيوز.
- تايلور كيتش في دور بن إدواردز، وهو عميل في وكالة المخابرات المركزية الأمريكية.
- رايلي كيو في دور لورين ريس، زوجة جيمس ريس.
- أرلو ميرتز بدور لوسي ريس، ابنة جيمس ريس.
- جياني تريبلهورن في دور لورين هارتلي، وزيرة الدفاع.

## الحلقات
| ر. الإجمالي | العنوان   | المخرج             | الكاتب                      | تاريخ الإصدار الأصلي |
| ----------- | --------- | ------------------ | --------------------------- | -------------------- |
| 1           | «انجرام»  | أنطوان فوكوا       | ديفيد ديجليو                | 1 يوليو 2022         |
| 2           | «التشفير» | إلين كوراس         | ديفيد ديجليو                | 1 يوليو 2022         |
| 3           | «الدمج»   | إم جي باسيت        | دانيال شاتوك                | 1 يوليو 2022         |
| 4           | «انفصال»  | فريدريك إي أو. توي | جون لوبيز                   | 1 يوليو 2022         |
| 5           | «خلل»     | تاكر جيتس          | أولو أودبونمي وتولو أووسيكا | 1 يوليو 2022         |
| 6           | «عابر»    | سيلفيان وايت       | ماكس ادامز                  | 1 يوليو 2022         |
| 7           | «انقراض»  | فريدريك إي أو. توي | بروك روبرتس                 | 1 يوليو 2022         |
| 8           | «استصلاح» | سيلفان وايت        | ليزا لونج وحنة سكندر        | 1 يوليو 2022         |